# Governació d'Al-Anbar
La governació o muhàfadha d'Al-Anbar (àrab: محافظة الأنبار, muḥāfaẓat al-Anbār) és una de les divuit governacions que conformen la república de l'Iraq. La seva capital és Ramadi. Situada a l'est del país, limita al nord-oest amb Síria, al nord amb Nínive, a l'est amb Bagdad, Babilònia i Kerbala, al sud-est amb Nayaf, al sud-oest amb Aràbia Saudita i a l'oest amb Jordània. Amb 138 501 km² és la governació més extensa i amb 11 hab/km², la menys densament poblada.
Anbar constitueix una gran part de l'anomenat triangle sunní, i gran part d'ella està banyada pel riu Eufrates. La regió està servida per l'aeroport internacional de Saddam.

## Ciutats
- Abu Ghurayb
- Akashat
- Al Qaim
- Al Yazira, als afores de la ciutat d'Al Qaim
- An Nukhayb
- Ramadi
- Habbaniyah
- Arab Husain
- As Salmaniyat
- Hadithah o Hadiza, a uns 400 quilòmetres a l'oest de Bagdad
- Hatim
- Khais
- Falluja
- Rummana, als afores de la ciutat d'Al Qaim
- Shayk Abd al Jabbar